# Paratelmatobiinae
Paratelmatobiinae is een onderfamilie van kikkers die behoort tot de fluitkikkers (Leptodactylidae). De groep werd officieel voor het eerst wetenschappelijk beschreven door Annemarie Ohler en Alain Dubois in 2011. Er zijn dertien soorten die worden verdeeld in vier geslachten.
Alle soorten komen voor in delen van zuidelijk Zuid-Amerika en zijn endemisch in zuidelijk Brazilië.

## Taxonomie
Onderfamilie Paratelmatobiinae
- Geslacht Crossodactylodes
- Geslacht Paratelmatobius
- Geslacht Rupirana
- Geslacht Scythrophrys

Onderfamilie Leiuperinae

Edalorhina · Engystomops · Physalaemus · Pleurodema ·  Pseudopaludicola

Onderfamilie Leptodactylinae

Adenomera · Hydrolaetare · Leptodactylus · Lithodytes

Onderfamilie Paratelmatobiinae

Crossodactylodes · Paratelmatobius · Rupirana · Scythrophrys